# Kanon (visuele roman)
Kanon (カノン) is een visuele roman die is ontwikkeld door de Japanse studio Key. Het computerspel voor Windows is uitgebracht op 4 juni 1999. Het spel is ontworpen voor leeftijden vanaf 18 jaar en werd het op een na bestverkochte pc-spel in Japan met in totaal 300.000 verkochte exemplaren.
Er zijn meerdere bewerkingen van Kanon uitgebracht, waaronder twee mangaseries, drie animeseries, light novels, muziekalbums en artbooks.

## Plot
Het verhaal draait om Yuichi Aizawa, een middelbare scholier die terugkeert naar de stad waar hij zeven jaar eerder woonde. Zijn herinneringen zijn vervaagd, maar dan ontmoet hij vijf meisjes die zijn geheugen langzaam weer opfrissen.

## Gameplay

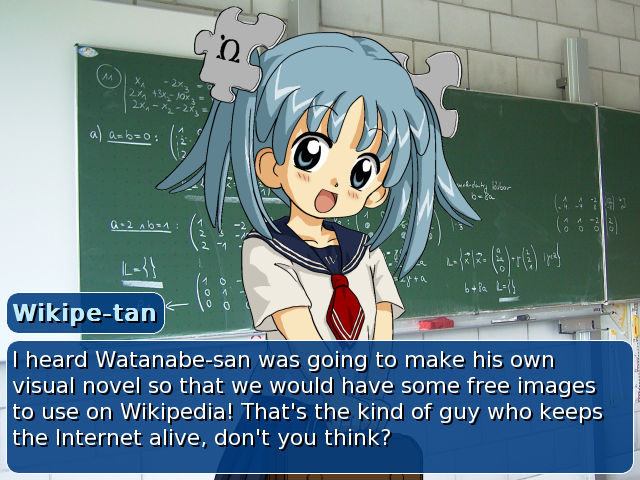
Een typische visuele roman met een personage en een dialoogvak.

Het spel volgt een aftakkende verhaallijn die vooringestelde keuzes en interactie biedt. Op bepaalde momenten komt de speler op een beslissingsmoment waarop hij acties kan nemen die het spel in een bepaalde richting sturen. Hierdoor zijn er in totaal vijf verschillende verhaallijnen aanwezig.

## Platforms
Studio Key schrapte de erotische inhoud en porteerde het spel naar meerdere spelconsoles:
- 1999: Windows
- 2000: Dreamcast
- 2002: PlayStation 2
- 2007: PlayStation Portable
- 2023: Nintendo Switch